# 帘子藤
帘子藤（学名：Pottsia laxiflora）为夹竹桃科帘子藤属的植物。分布在马来西亚、印度尼西亚、印度以及中国大陆的广东、广西、湖南、福建、云南、江西、贵州等地，生长于海拔200米至1,600米的地区，一般生于山地疏林中、湿润的密林山谷中、山坡路旁、攀援树上或水沟边灌木丛中，目前尚未由人工引种栽培。

## 别名
黄心泥藤（广东新兴）；长果胶藤（广东封川）；山羊角（广东五华）；亚八藤（海南澄迈）；腰骨藤（海南万宁）；笔须藤（海南澄迈）；厚皮藤（海南儋县）；钩婆藤（海南儋县）；坭藤母（海南临高）；乳汁藤（广西上思、海南临高）；火烧角（海南兴隆）；花拐藤（广西）；能藤（广西苍语）；蚂蟥藤（广西桂平）；红杜仲藤（广西）